# Мшанецька сільська рада (Старосинявський район)
Мшане́цька сільська́ ра́да — адміністративно-територіальна одиниця та орган місцевого самоврядування у Старосинявському районі Хмельницької області. Адміністративний центр — село Мшанець.

## Загальні відомості
Мшанецька сільська рада утворена в 1929 році.
05.02.1965 Указом Президії Верховної Ради Української РСР передано села Бичева та Рогізна Мшанецької сільради Старокостянтинівського району Хмельницької області до складу Любарського району Житомирської області з підпорядкуванням сіл Великоволицькій сільській Раді.
- Територія ради: 22,28 км²
- Населення ради: 423 особи (станом на 2001 рік)

## Населені пункти
Сільській раді підпорядковані населені пункти:
- с. Мшанець

## Склад ради
Рада складається з 12 депутатів та голови.
- Голова ради: Заїкун Микола Володимирович
- Секретар ради:

### Керівний склад попередніх скликань
| Прізвище, ім'я, по батькові | Основні відомості                                                         | Дата обрання | Дата звільнення |
| --------------------------- | ------------------------------------------------------------------------- | ------------ | --------------- |
| Заїкун Микола Володимирович | Сільський голова, 1966 року народження, освіта вища                       | 26.03.2006   | 31.10.2010      |
| Заїкун Микола Володимирович | Сільський голова, 1966 року народження, освіта вища, член Народної партії | 31.10.2010   |                 |

Примітка: таблиця складена за даними сайту Верховної Ради України

### Депутати
За результатами місцевих виборів 2010 року депутатами ради стали:

#### За суб'єктами висування
| Суб'єкт висування           | Кількість обраних депутатів | %    |
| --------------------------- | --------------------------- | ---- |
| Народна партія              | 3                           | 25   |
| Самовисування               | 3                           | 25   |
| Єдиний Центр                | 2                           | 16,7 |
| Комуністична партія України | 2                           | 16,7 |
| Партія регіонів             | 2                           | 16,7 |

#### За округами
| № округу                    | Прізвище, ім'я, по батькові   | Дата визнання обраним | Освіта  | Партійна приналежність                        | Відомості про обраного депутата              |
| --------------------------- | ----------------------------- | --------------------- | ------- | --------------------------------------------- | -------------------------------------------- |
| Єдиний Центр                |                               |                       |         |                                               |                                              |
| 9                           | Марчук Марія Володимирівна    | 01.11.2010            | вища    | член Єдиного Центру                           | Мшанецька загальноосвітня школа, вчитель     |
| 11                          | Ярчук Галина Парамонівна      | 01.11.2010            | вища    | член Єдиного Центру                           | Мшанецька загальноосвітня школа, вчитель     |
| Комуністична партія України |                               |                       |         |                                               |                                              |
| 3                           | Голюк Галина Федорівна        | 01.11.2010            | середня | позапартійна                                  | тимчасово не працює                          |
| 5                           | Волкова Валентина Іванівна    | 01.11.2010            | середня | позапартійна                                  | Прогрес, різнороб                            |
| Народна Партія              |                               |                       |         |                                               |                                              |
| 7                           | Лажевська Світлана Віталіївна | 01.11.2010            | середня | член Народної партії                          | Прогрес, різноробочий                        |
| 8                           | Денисюк Василь Іванович       | 01.11.2010            | середня | член Народної партії                          | Прогрес, оператор                            |
| 12                          | Марчук Таїсія Григорівна      | 01.11.2010            | середня | член Народної партії                          | Територіальний центр, соціальний працівник   |
| Партія регіонів             |                               |                       |         |                                               |                                              |
| 2                           | Лютик Сергій Василівна        | 01.11.2010            | середня | член Партії регіонів                          | Прогрес, механік                             |
| 6                           | Захарук Сергій Іванович       | 01.11.2010            | середня | член Партії регіонів                          | Прогрес, водій                               |
| Самовисування               |                               |                       |         |                                               |                                              |
| 1                           | Федоришина Надія Віталіївна   | 01.11.2010            | вища    | член Всеукраїнського об'єднання «Батьківщина» | Мшанецька сільська рада, секретар            |
| 4                           | Піратовська Тетяна Сергіївна  | 01.11.2010            | середня | член Всеукраїнського об'єднання «Батьківщина» | Мшанецька сільська рада, технічний працівник |
| 10                          | Борікун Галина Володимирівна  | 01.11.2010            | вища    | член Всеукраїнського об'єднання «Батьківщина» | Мшанецька загальноосвітня школа, вчитель     |